# Jerzy Gizicki
Jerzy Gizicki herbu Gozdawa (ur. i zm. w XV wieku) – kasztelan sanocki (przed 1460), właściciel Birczy koło Sanoka, poseł na Sejm.
Ożenił się z NN. Jarosławską. Miał synów:
- Rafała Gizickiego, który od ziem otrzymanych w spadku w Birczy przyjął nazwisko Bierecki lub Birecki
- Iwana Bireckiego - władykę przemyskiego (od 1462)
- Jakuba Bireckiego

Wnukiem jego był Maciej Birecki syn Rafała - ożeniony z Herburtówną. 
Michała Bireckiego Kacper Niesiecki dostrzegł na obrazie w katedrze w Przemyślu. 